# Xylocopa tenuata
Xylocopa tenuata är en biart som beskrevs av Smith 1874. Xylocopa tenuata ingår i släktet snickarbin, och familjen långtungebin. Inga underarter finns listade i Catalogue of Life.